# Кайзерман, Григорий Яковлевич
Григорий Яковлевич Кайзерман (1868 — после 1922) — русский прозаик, поэт, драматург, журналист.

## Биография
Сын частного еврейского учителя. Окончил классическую гимназию в Херсоне (1885—1889) и юридический факультет Императорского Новороссийского университета с дипломом I степени (1885—1889). Состоял кандидатом (1889—1897) на судебные должности при Одесском окружном суде, прикомандирован в III канцелярию
гражданского отделения суда; занимался также частной практикой. С 1898 года работал в Баку; в 1903 году переехал в Петербург, где служил в страховой компании «Надежда», с 1907 года помощник присяжного поверенного. В 1908 и 1910 годах — инспектор Русско-Азиатского банка (с 1915 — заведующий Одесским отделением и вице-директор). После 1918 года, вероятно, оказался на территории Бессарабии, отошедшей к Румынии.
Писать начал рано, находясь под влиянием С. Г. Фруга, с которым семья Кайзермана была в дружеских отношениях. В печати выступил со стихотворением «Слепец» в одесском журнале «Пчёлка» (1884), где печатался до 1886 года. В сборник «Память пятидесятилетия смерти Пушкина» (Одесса, 1887) вошло его стихотворение «Пушкину», опубликованное также в сборнике «Русские поэты о Пушкине» (М., 1899). Сотрудничал (1887-1888) в журнале «Детский музыкальный мирок»; редактор литературного сборника Новороссийского университета «Студенческие досуги» (1888), где опубликовал стихотворения «Из мглы веков», «Одряхлевшему поэту», «Вакханке», «Матери». Писал для детей: повесть «Маленький горбун» (1887—1888), рассказ «Две подруги» (1888). Задуманный Кайзерманом (1890) собственный журнал «Детский мир» не был разрешён к изданию в связи с молодостью издателя и его иудейским происхождением. В 1890-х годах вёл хронику одесской жизни в журнале «По морю и суше» (1892—1894); опубликовал здесь рассказ «В стенах Хаджибея», печатал театральные рецензии в газете «Театр» (1896—1898); опубликовал здесь фарс «Дуэль», сатирические стихи и театральные рецензии в «Одесской газете» (1897). Сотрудничал в газете «Бакинские известия» (1903), где вёл полемику об общественной ответственности журналистов (статьи «Обличители» и «Ещё раз об „обличителях“»).
Накануне и в годы Революции 1905—1907 участвовал в издании журнала «Коса» (по его названию взял себе псевдоним «Косарь») и «Оса» (под псевдонимом «Кай-Цезарь»), печатался в наиболее радикальных сатирических журналах «Секира», «Аргус», «Альманах», «Маски», «Зеркало», «Зритель», «Овод», в сборнике «В борьбе» (СПб., 1906). Сборник «Басни Косаря» (СПб., 1906), составлен из опубликованных ранее сочинений, в которых использованы «вечные» басенные сюжеты («Дуб и трость», «Лягушка и вол») и современные, максимально приближенные к стихотворному фельетону (их тематика — сатира на нравы или острая социально-политическая критика: «Редактор и цензор» о мнимой свободе слова, «Квартет», осуждающая репрессивные меры правительства в 1905 году). Сюжеты басен Кайзермана «Коса и шашка» и ««Хитрый домовладелец»» использовал Демьян Бедный («Шnага и топор»,  «Дом»). В 1909 году стихи Кайзермана появились в газете «Саратовский вестник»; в этом же году он опубликовал водевиль «Чары нарзана» (М.) о судьбе молодой актрисы; продолжал драматургические опыты: комическая миниатюра «Вещий сон и телефон» (СПб., 1913) и фарс «Рыбья кровь» (М., 1914). С 1906 года член Общества драматических и музыкальных писателей. Автор и издатель нескольких музыкальных сборников для фортепьяно (на собственные стихи). Сотрудничал в журнале «Шут» (1911—1912). Отдельные произведения появлялись в газете «Свободное слово» (1905) и «Жизнь и суд» (1914).
Последняя известная публикация Кайзермана — басня «Пёс, кот и хозяин» в газете «Наше слово» (Кишинёв, 1922).

## Семья
Жена (с 20 декабря 1892 года) — Лея Сендеровна (Елисавета Александровна) Кайзерман (в девичестве Розенблюм, 1869—?), дочь коллежского советника, дантистка. Сыновья Евгений (19 января 1894, Одесса — ?); Константин (10 августа 1900, Одесса — ?).
Сестра — Беатриса Яковлевна Магнер (1871—?), домашняя учительница.